# Vienna Calling
Vienna Calling je singl austrijskog pjevača, repera i tekstopisca Falca koji je izdan u rujnu 1985. a nalazi se na njegovom trećem studijskom albumu Falco 3.
Sam umjetnik je surađivao s glazbenim producentom Robertom Pongerom s nakon razlaza s njime, kao nove tekstopisce angažira nizozemsku braću Roba i Ferdija Bollanda (Bolland & Bolland) koji su mu i napisali, skladali i producirali tu pjesmu. Riječ je o lokalpatriotskom hitu koji je naslijedio uspješnicu Rock Me Amadeus.
Sama pjesma je najveći uspjeh doživjela na njemačkom govornom području (Austrija, Njemačka, Švicarska) dok je na britanskim i američkim top ljestvicama UK Singles tj. Billboard Hot 100 zauzela deseto odnosno osamnaesto mjesto.

## Top-ljestvice
| Godina | Pjesma         | Njemačka              | Austrija              | Irska    | Švicarska               | Novi Zeland            |
| ------ | -------------- | --------------------- | --------------------- | -------- | ----------------------- | ---------------------- |
| 1985.  | Vienna Calling | 3 (GfK Entertainment) | 4 (Ö3 Austria Top 40) | 6 (IRMA) | 7 (Schweizer Hitparade) | 10 (Recorded Music NZ) |